# دیوید جانستون
دیوید جانستون (انگلیسی: David Johnston؛ زادهٔ ۲۸ ژوئن ۱۹۴۱) یک چهره دانشگاهی، حقوقدان، نویسنده و دیپلمات اهل کانادا است که تا سال ۲۰۱۷ فرماندار کل کانادا بود.